# Symphodus bailloni
Symphodus bailloni — вид риб родини Labridae, поширений у східній Атлантиці біля берегів Мавританії, також у Середземному морі біля берегів Іспанії та Балеарських островів. Риба сягає 20.0 см максимальної довжини. Морська субтропічна демерсальна риба, живе на глибинах 1-50 м.